# Xanthoporus
Xanthoporus is een geslacht in de familie Steccherinaceae. De typesoort is Xanthoporus peckianus.

## Soorten
Volgens Index Fungorum telt het geslacht twee soorten (peildatum april 2022):
| Soortnaam             | Auteur(s)        | Publicatiejaar |
| --------------------- | ---------------- | -------------- |
| Xanthoporus peckianus | (Cooke) Audet    | 2010           |
| Xanthoporus syringae  | (Parmasto) Audet | 2010           |